# Mesonea
Mesonea is een geslacht van mosdiertjes uit de familie van de Crisinidae en de orde Cyclostomatida. De wetenschappelijke naam ervan werd in 1920 voor het eerst geldig gepubliceerd door Canu en Bassler.

## Soorten
- Mesonea radians (Lamarck, 1816)
- Mesonea simplex Canu & Bassler, 1929
- Mesonea watersi (Borg, 1941)